# Mambatutafallen
Mambatutafallen (engelska: Mambatuta Falls, franska: chutes Mambatuta) är ett vattenfall i Luapulafloden. Vid fallet bildar floden gräns mellan provinserna Luapula i Zambia (i norr) och Haut-Katanga i Kongo-Kinshasa (i söder).